# Зал славы Единой лиги ВТБ
Зал славы Единой лиги ВТБ — ежегодная награда, вручаемая игрокам, тренерам, функционерам и баскетбольным специалистам, которые внесли весомый вклад в развитие и популяризацию Единой лиги ВТБ.

## История
Первое вручение награды прошло 16 февраля 2019 года, за день до «Матча всех звёзд» Единой лиги ВТБ-2019. На вечеринке «VTB League Awards Night» призами были отмечены 6 именитых игроков и 3 тренера. Второе вручение награды состоялось 15 февраля 2020 года, за день до «Матча всех звёзд» Единой лиги ВТБ-2020. Призами были отмечены 5 человек. До начала «Матча всех звёзд» Единой лиги ВТБ-2021 призами были отмечены 3 игрока и 1 комментатор. Перед матчем всех звёзд Единой лиги ВТБ в зал славы 2022 года были введены 2 игрока, 1 тренер, 1 функционер и 1 ведущий. Накануне матчем всех звёзд Единой лиги ВТБ в зал славы 2023 года были введены 3 игрока, 1 тренер и 2 функционера.

## Список включённых в Зал славы

### Игроки
| Год  | Имя                  | Ссылка                         |
| ---- | -------------------- | ------------------------------ |
| 2019 | Андрей Кириленко     | [ 1 ]                          |
| 2019 | Виктор Хряпа         | [ 1 ]                          |
| 2019 | Милош Теодосич       | [ 1 ]                          |
| 2019 | / Джерри Джонсон     | [ 1 ]                          |
| 2019 | Кит Лэнгфорд         | [ 1 ]                          |
| 2019 | / Эрл Роуланд        | [ 1 ]                          |
| 2019 | Грегор Арбет         | [ 1 ]                          |
| 2020 | Александр Кудрявцев  | [ 2 ]                          |
| 2020 | / Джон Роберт Холден | [ 2 ]                          |
| 2021 | Янис Блумс           | [ 3 ]                          |
| 2021 | Кайл Хайнс           | [ 3 ]                          |
| 2021 | Нандо де Коло        | [ 3 ]                          |
| 2022 | / Бранко Миркович    | [ 4 ]                          |
| 2022 | Костас Каймакоглу    | [ 4 ]                          |
| 2023 | Александр Каун       | [ 5 ]                          |
| 2023 | Эррик Макколлум      | [ 5 ]                          |
| 2023 | Джордан Мики         | [ 5 ]                          |
| 2024 | Сергей Моня          | [ источник не указан 29 дней ] |
| 2025 | Кори Хиггинс         | [ источник не указан 29 дней ] |

### Тренеры
| Год  | Имя               | Ссылка                         |
| ---- | ----------------- | ------------------------------ |
| 2019 | Этторе Мессина    | [ 1 ]                          |
| 2019 | Римас Куртинайтис | [ 1 ]                          |
| 2019 | Евгений Пашутин   | [ 1 ]                          |
| 2022 | Василий Карасёв   | [ 4 ]                          |
| 2023 | Димитрис Итудис   | [ 5 ]                          |
| 2025 | Зоран Лукич       | [ источник не указан 29 дней ] |

### Функционеры
| Год  | Имя                   | Ссылка                         |
| ---- | --------------------- | ------------------------------ |
| 2020 | Евгений Богачёв       | [ 2 ]                          |
| 2020 | Андрей Ватутин        | [ 2 ]                          |
| 2022 | Александр Хайретдинов | [ 4 ]                          |
| 2023 | Андрей Ведищев        | [ 5 ]                          |
| 2023 | Владимир Родионов     | [ 5 ]                          |
| 2024 | Сергей Иванов         | [ источник не указан 29 дней ] |
| 2024 | Валерий Тихоненко     | [ источник не указан 29 дней ] |

### Специалисты
| Год  | Имя                | Ссылка                         |
| ---- | ------------------ | ------------------------------ |
| 2020 | Аскер Барчо        | [ 2 ]                          |
| 2021 | Роман Скворцов     | [ 3 ]                          |
| 2022 | Иван Ургант        | [ 4 ]                          |
| 2025 | Валерий Колесников | [ источник не указан 29 дней ] |

### Болельщики
| Год  | Имя                   | Ссылка                         |
| ---- | --------------------- | ------------------------------ |
| 2025 | Болельщики БК «Парма» | [ источник не указан 29 дней ] |